# Тетяна Кундик

Тетяна Кундик — українська артистка цирку (еквілібристка), яка спеціалізується на ходінні по дроту.

## Біографія
Тетяна народилася 8 лютого 1985 року у Трускавці. У 2005 році закінчила Київську муніципальну академію естрадного та циркового мистецтв (еквілібристика). Брала участь у шостому сезоні шоу "Україна має талант", а також в інших розважальних телевізійних шоу та циркових фестивалях по всьому світу ("El Hormiguero", "Românii au talent", VII Міжнародний цирковий фестиваль у Байо ). Тетяна працює з найпрестижнішими цирковими колективами світу.